# Hardwick (Durham)
Hardwick – część miasta Stockton-on-Tees, w Anglii, w hrabstwie ceremonialnym Durham, w dystrykcie (unitary authority) Stockton-on-Tees. Leży 26 km na południowy wschód od miasta Durham i 351 km na północ od Londynu.